# Skeleton na Zimowych Igrzyskach Olimpijskich 2022
Skeleton na Zimowych Igrzyskach Olimpijskich 2022 – jedna z dyscyplin rozgrywanych podczas igrzysk w dniach 10–12 lutego 2022 na torze National Sliding Centre w Pekinie, w Chinach.

## Terminarz
Oficjalny terminarz igrzysk.
| Data      | Godzina                         | Konkurencja          | Mistrz IO 2018    |
| --------- | ------------------------------- | -------------------- | ----------------- |
| 10 lutego | 09:30 (UTC+08:00) / 2:30 (CET)  | 1 i 2 ślizg mężczyzn |                   |
| 11 lutego | 09:30 (UTC+08:00) / 2:30 (CET)  | 1 i 2 ślizg kobiet   |                   |
| 11 lutego | 20:20 (UTC+08:00) / 13:20 (CET) | 3 i 4 ślizg mężczyzn | Yun Sung-bin      |
| 12 lutego | 20:20 (UTC+08:00) / 13:20 (CET) | 3 i 4 ślizg kobiet   | Elizabeth Yarnold |

## Medaliści
| Konkurencja    | Złoto                | Czas    | Srebro           | Czas    | Brąz          | Czas    |
| ślizg mężczyzn | Christopher Grotheer | 4:01.01 | Axel Jungk       | 4:01.67 | Yan Wengang   | 4:01.77 |
| ślizg kobiet   | Hannah Neise         | 4:07.62 | Jaclyn Narracott | 4:08.24 | Kimberley Bos | 4:08.46 |

## Klasyfikacja medalowa
| Miejsce | Państwo   | złoto | srebro | brąz | Razem |
| ------- | --------- | ----- | ------ | ---- | ----- |
| 1.      | Niemcy    | 2     | 1      | 0    | 3     |
| 2.      | Australia | 0     | 1      | 0    | 1     |
| 3.      | Chiny     | 0     | 0      | 1    | 1     |
| 3.      | Holandia  | 0     | 0      | 1    | 1     |